# Lens, Valais
Lens (tyska: Leis) är en ort och kommun i distriktet Sierre i kantonen Valais, Schweiz. Kommunen har 4 536 invånare (2023).
I kommunen finns även orterna Flanthey och Crans-sur-Sierre. Den senare utgör en del av skidorten Crans-Montana.